# Ad Visser
Ad Visser (Ámsterdam, 28 de abril de 1947) es un conductor televisivo y cantante holandés.

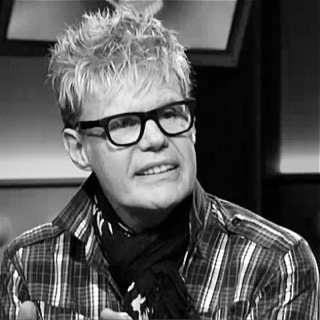
Ad Visser en 2011.

## Biografía
Debutó como conductor televisivo en 1970 con el programa musical Toppop para luego emprender paralelamente una carrera de cantante. Ha colaborado con el cantante indonesio Daniel Sahuleka, en el 1983, para el sencillo Giddyap a gogo.

## Discografía

### Álbum
- 1981 - Het geheim van de wonderbaarlijke kubus
- 1982 - Sobriëtas
- 1983 - Adventure
- 1987 - Hi-tec Heroes
- 1995 - A Vivieron's Brainsessions
- 1997 - A Vivieron's Brainsessions, Vol. 2
- 1999 - A Vivieron's Kamasutra Experience